# Chordospartium muritai
Chordospartium muritai é uma espécie de legume da família Leguminosae.
Apenas pode ser encontrada na Nova Zelândia.